# Minibidion minusculum
Minibidion minusculum là một loài bọ cánh cứng trong họ Cerambycidae.